# The Jaki Byard Experience
The Jaki Byard Experience est un album de Jaki Byard.

## Descriptif
Souvent décrit comme un « classique » du label Prestige,, The Jaki Byard Experience marque une nouvelle collaboration du pianiste avec le multi-instrumentiste Roland Kirk. Le premier titre Parisian Thoroughfare est une version de la composition de Bud Powell particulièrement énergique, le second est une composition de Byard lui-même joué en duo piano/basse aux allures impressionnistes avec des citations de Billy Strayhorn ou Duke Ellington. Shine On Me, le troisième titre, est un chant traditionnel du gospel reprit ici d’une manière très funky avec un son de clarinette très criard de la part de Kirk. Le quatrième morceau est une version du classique de Thelonious Monk Evidence qui contient un solo particulièrement enflammé de Roland Kirk. La version du standard Memories Of You qui suit est probablement le sommet de l’album qui montre l’entente musicale entre Byard et Kirk qui en profitent pour nous faire une petite histoire du jazz avec ses moments stride et ses moments free,. L’album se clôt sur un autre standard, Teach Me Tonight.

Ira Gitler dira à propos de l’album : "Si vous entendez de la joie et de l’amour dans ces grooves, vous entendez bien. J’étais au studio le jour de l’enregistrement. L’excitation était très élevée, et la joie hors de contrôle."

Le producteur du disque Don Schlitten (en) dira lui : "La beauté dans toute cette musique contient un ingrédient qui manque dans la plupart du jazz actuel, c’est un sens de l’humour."

## Titres
1. Parisian Thoroughfare (Bud Powell)  (10:05)
2. Hazy Eve (Byard)   (4:34)
3. Shine On Me (Traditionnel)   (4:16)
4. Evidence (Thelonious Monk)   (4:24)
5. Memories Of You (Blake & Razaf)   (7:13)
6. Teach Me Tonight (Cahn & DePaul)   (5:23)

## Musiciens
- Jaki Byard – piano
- Roland Kirk – saxophone ténor, clarinette, sifflet, manzello et kirkbam
- Richard Davis – contrebasse
- Alan Dawson – batterie